# Zalmoxe (album)
Zalmoxe este al doilea album de studio al formației românești de muzică rock Sfinx. Realizat în anii 1976–1978 și lansat ca disc LP la începutul lui 1979, albumul este considerat magnum opusul formației și unul dintre momentele cele mai importante din muzica rock românească.

## Concepție
Proiectul a început în primăvara anului 1976, etapa de documentare desfășurându-se până în toamna aceluiași an. S-a apelat la scrieri antice grecești și romane care îl evocau pe misteriosul personaj dac Zalmoxe, dar și la texte despre alte subiecte ale Orientului antic (egiptene, babiloniene, indiene). Textul albumului a fost redactat de poetul Adrian Hoajă sub pseudonimul Alexandru Basarab.
Izvoarele privitoare la biografia personajului central sunt puține la număr și incerte. Confruntând lecturile aflate la îndemână, autorii albumului au semnalat contradicțiile în mod retoric (spre exemplu, în cântecul „Epilog”: „Ce-a fost de zis, am zis. Cine poate azi mai mult să spună: cine a fost, dacă a fost, dacă om a fost ori zeu, ori chip de om cu duh de zmeu. (...) De-a trăit în văzduh, sub pământ ori în mare, cine mai știe oare?”), iar lacunele din biografia personajului au fost completate de corespondențe din texte ale altor culturi indo-europene. Portretul obținut îl aliniază pe Zalmoxe față de teme importante ale mitologiei. Astfel, originea lui este de Bärengott (vezi „Ursitoarele”, „Blana de urs”; mierea, aliment preferat de urși, devine o hrană divină pe care zeul o duce cu sine și în peșteră – vezi „Mierea”, „Peștera”), iar lucrarea lui îl transformă într-un erou civilizator: el își educă poporul și îl conduce spre victorie în fața dușmanilor („Blana de urs”), apoi dispare în culmea gloriei, retrăgându-se vreme de trei ani într-o peșteră din muntele Kogaion („Peștera”); revine în fruntea poporului dac („Epiphania”) pentru o ultimă izbândă („Furtuna cu trup de balour”), iar în final trăiește în amintirea tot mai confuză a muritorilor („Călătorul prin nori”, „Epilog”). Zalmoxe apare atât ca zeu htonic („Peștera”, „Epilog”), cât și ca divinitate a cerului („Călătorul prin nori”, „Epilog”). Un alt personaj, „călătorul prin nori”, îi reprezintă pe șamanii dacilor, eventual legați de cultul lui Zalmoxe („de-i solul lui Zalmoxe, de-i solul nimănui, (...) ce-i pasă lui, călătorului?”); sintagma parafrazează traducerea lui Vasile Pârvan pentru grecescul kapnobates, însemnând de fapt „umblător prin fum”.
Din punct de vedere muzical, proiectul a fost puternic influențat de apariția discului semnat de Jon Anderson, Olias of Sunhillow (iulie 1976). Albumul a constituit o revelație pentru Dan Andrei Aldea, conducătorul formației și compozitorul celor mai multe piese de pe Zalmoxe. El a declarat într-un interviu din 2001: „întregul disc Zalmoxe este într-un fel răspunsul nostru (imperfect, timid, din toată sărăcia noastră) la discul Olias of Sunhillow al lui Jon Anderson. Încă și astăzi, pentru mine Olias este cel mai bun disc scos vreodată de cineva pe această planetă”.
Versurile și muzica albumului Zalmoxe au fost scrise în decursul a două săptămâni. Până la sfârșitul anului 1976 au fost elaborate și aranjamentele pieselor.

## Prezentarea publică și editarea discului
Deși albumul era pregătit pentru înregistrare încă de la finele anului 1976, acceptul organelor de cenzură a întârziat până în 1978. Dată fiind lansarea pe disc amânată, lucrarea Zalmoxe a fost prezentată mai întâi în concert. Imprimările au fost făcute abia în 1978, la studioul Tomis din București, cu ajutorul unui aparat pe opt piste. Discul Zalmoxe a fost lansat de casa de discuri națională (Electrecord) la începutul lui 1979, la aproape trei ani de la nașterea proiectului. La momentul apariției discului, claviaturistul Nicolae Enache părăsise Sfinx, fiind cooptat în formația Mondial.
În 1993, casa de discuri Electrecord a reeditat albumul Zalmoxe pe CD (număr de catalog ELCD 135) și casetă audio, fără a cere acordul foștilor membri ai formației. Compact discul conține patru cântece bonus, mai precis cele trei piste de pe discul EP Din nou acasă (piesa eponimă, „Zmeul” și „Fetele albinele”) și o piesă imprimată la Radioteleviziune în 1979, „Scufița Roșie”.

## Conținutul albumului
Pe disc se regăsesc nouă piese aparținând compozitorilor Dan Andrei Aldea, Mihai (Mișu) Cernea și Nicolae (Nicu) Enache, dintre care opt au versuri semnate de Alexandru Basarab, iar una este instrumentală. Zalmoxe este un album conceptual – piesele de pe el sunt unite atât prin tematică, cât și prin „viziunea muzicală de ansamblu”.
Versurile apelează la un limbaj cu elemente arhaice și regionale și la imagini poetice ce creează o atmosferă ancestrală, uneori martoră a fantasticului; prosodia alătură tipuri de rimă specifice versului popular (împerecheată, monorimă, rimă prin asonanță) cu metri și ritmuri savante.
Muzica este una de factură progresivă, împrumutând elemente din limbajul muzicii culte și citând câteva ipostaze din istoria muzicii: un vocabular armonic bogat (tonal sau modal), o ritmică diversă (poliritmii, ritmuri aksace, schimbări frecvente de metru, izoritmii), texturi instrumentale sau vocale ce fac aluzie la practici muzicale ale unor epoci anterioare. Acestora li se adaugă soluțiile timbrale inovatoare, tributare muzicii electronice sau experimentelor acustice (tehnici extinse de utilizare a instrumentelor, construcția scândurii muzicale). Compozițiile dense, eclectice aparținând lui Aldea și lui Enache se află în opoziție cu piesele lui Cernea, statice, „mai accesibile și întrucâtva idilice”.

## Lista pieselor
1. Ursitoarele (Dan Andrei Aldea/Alexandru Basarab) – 5:27
2. Blana de urs (Aldea/Al. Basarab) – 4:00
3. Mierea (Mihai Cernea/Al. Basarab) – 4:25
4. Peștera (Aldea/Al. Basarab) – 4:10
5. Epiphania (Aldea/Al. Basarab) – 4:10
6. Furturna cu trup de balaur (Nicolae Enache/Al. Basarab) – 4:54
7. Călătorul prin nori (Cernea/Al. Basarab) – 6:26
8. Kogaion (Aldea, instrumentală) – 5:23
9. Epilog (Aldea/Al. Basarab și Aldea) – 2:52

## Personal
- Dan Andrei Aldea – chitară (1–9), claviaturi (2, 4, 7), scândură muzicală (4), chitară bas (6), percuții (8), voce (1–9)
- Corneliu „Bibi” Ionescu – chitară bas (1–5, 7–9)
- Nicolae (Nicu) Enache – claviaturi (1–6, 8–9)
- Mihai (Mișu) Cernea – baterie (1–9), percuții (4), voce (3, 7)
- Theodor Negrescu – maestru de sunet
- Iulia Maria Cristea – redactor
- Alexandru Andrieș – grafică